# 2015年5月日本

## 5月17日
- 在2015年蘇迪曼盃的决赛中，中国国家羽毛球队以总场数3比0击败日本國家羽毛球隊，第十次夺得蘇迪曼盃冠軍，并成为首支六連冠的队伍[1][2]。
- 日本大阪市長橋下徹因大阪府及大阪市合併議案在公投中被市民否決，宣佈不再尋求連任。退出政界[3]。
- 约3.5万日本民众在冲绳县那霸市集会反对在名護市边野古修建美军基地[4]。

## 5月23日
- 一名在日本留學的中國籍25歲男子徐海培，因不滿南韓籍女友提出分手，持刀砍殺女友全家，致女友父親死亡，女友、女友母親，以及前來制服嫌犯的女警均被砍傷[5]。

## 5月25日
- 菲律賓國防部長伏尔泰·加斯明稱，他將在周三（28日）赴夏威夷會見美國國防部長，以尋求美國在南中國海「更強力的」軍事援助，包括二手的飛機、軍艦與沿岸雷達系統，因為菲律賓正在受到中國的壓迫；他也將在下周赴東京，與日本討論將軍事裝備轉移給菲律賓的相關事宜[6]。

## 5月26日
- 日本自衛隊將在7月初首次加入向來只有美國與澳大利亞參加的護身軍刀演習（英语：Exercise Talisman Saber）[7]。

## 5月27日
- 日本、美國、南韓的特使，在首爾就北韓核問題舉行會談[8]

## 5月29日
- 治療失憶症的醫學研究有了突破性進展。日本學者利根川進在一項腦科學總合研究所（日语：脳科学総合研究センター）與麻省理工學院的合作計劃中，發現了使用光遺傳學技術，可以修復受損的記憶痕跡。此項實驗已在老鼠身上獲得成功[9]。

## 5月30日
- 日本小笠原群島的父島西北西189公里處，於UTC+8時間19時23分發生7.8級地震，無海嘯警報[10]。